# Elizabethtown (Kentucky)
Elizabethtown – miasto (city), ośrodek administracyjny hrabstwa Hardin, w centralnej części stanu Kentucky, w Stanach Zjednoczonych. W 2013 roku miasto liczyło 29 948 mieszkańców. 
Pierwsi osadnicy przybyli tutaj w latach 1779-1780. Miasto rozplanowane zostało w 1793 roku przez pułkownika Andrew Hynesa, nadając mu nazwę na cześć swojej żony Elizabeth. Elizabethtown oficjalnie założone zostało w 1797 roku.
Przez miasto przebiega autostrada międzystanowa nr 65.